# Бачкі (Венґровський повіт)
Бачкі (пол. Baczki) — село в Польщі, у гміні Лохув Венґровського повіту Мазовецького воєводства.
Населення — 593 особи (2011).
У 1975-1998 роках село належало до Седлецького воєводства.

## Демографія
Демографічна структура станом на 31 березня 2011 року:
|          | Загалом | Допрацездатний вік | Працездатний вік | Постпрацездатний вік |
| -------- | ------- | ------------------ | ---------------- | -------------------- |
| Чоловіки | 274     | 66                 | 165              | 43                   |
| Жінки    | 319     | 76                 | 155              | 88                   |
| Разом    | 593     | 142                | 320              | 131                  |